# ロバート・コール
ロバート・ジョージ・コール（Robert George Cole, 1915年3月19日 - 1944年9月18日）は、アメリカ合衆国の軍人。アメリカ陸軍の将校として第二次世界大戦に従軍した。ノルマンディー上陸作戦から数日後の戦闘における英雄的な働きにより名誉勲章を受章した。最終階級は中佐。

## 経歴
1915年、テキサス州サンアントニオの陸軍基地フォート・サム・ヒューストン内で生を受ける。父クラレンス・F・コール（Clarence F. Cole）は陸軍の軍医大佐だった。1933年、サンアントニオのトーマス・ジェファーソン・ハイスクールを卒業し、1934年7月1日に陸軍への入隊を果たした。1935年6月26日、陸軍士官学校に進む為に陸軍を一度名誉除隊する。
1939年に陸軍士官学校を卒業した後、アリス・メイ・ウィルソン（Allie Mae Wilson）と結婚する。また、卒業と共に少尉に任官したコールはワシントン州フォート・ルイスに駐屯する第15歩兵連隊に配属された。1941年、ジョージア州フォート・ベニングの第501落下傘歩兵大隊に移る。1941年3月、空挺記章を授与される。その後、フォート・ベニングにおける空挺大隊の拡張に伴いコールも順調に昇進を重ねていった。1944年6月6日、コール中佐は第502落下傘歩兵連隊第3大隊に大隊長として配属された。また、この日の落下傘降下が同大隊の最初の実戦降下となった。

### ノルマンディー侵攻

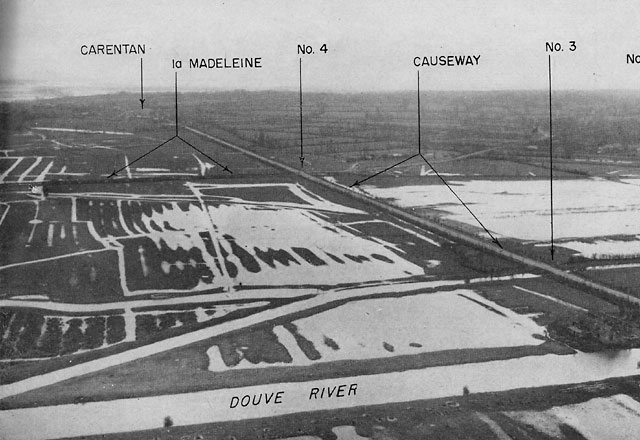
「パープルハート・レーン」。No.4と書かれているのが第4の橋で、川を超えた右手にはドイツ軍の展開する農場がある。

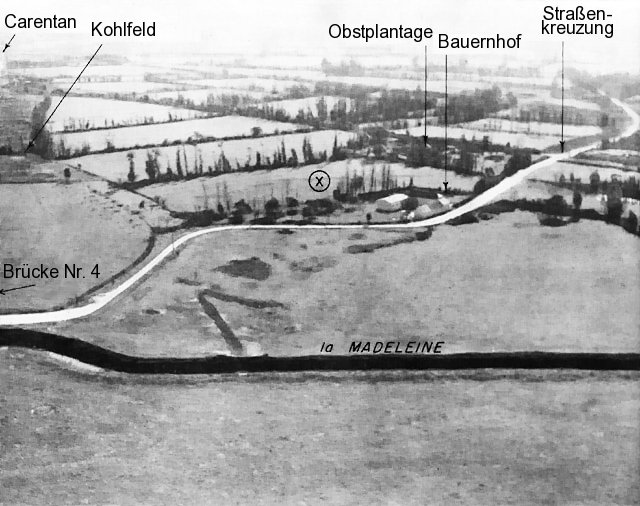
ドイツ軍の展開した農場。

1944年6月6日、コール率いる第3大隊はノルマンディー上陸作戦（オーバーロード作戦）における空挺作戦の一環としてノルマンディーに降下した。6日夕方までにコールは75人の将兵との合流を果たした。彼らはユタ・ビーチ後方の集落サン＝マルタン＝ド＝ヴァールヴィルのイグジット3地点（Exit 3）を確保し、上陸後前進してきた第4歩兵師団との合流を果たした。第3大隊は第4師団の予備隊に組み込まれ、カランタンへの攻撃を計画していた第101空挺師団の右側面守備に当たった。
6月10日午後、コールと大隊の将兵400名はパープルハート・レーン、すなわち名誉戦傷章路として知られる土手道を前進した。パープルハート・レーンは両側を沼に挟まれた長い直線道路で、遮蔽物になりうる建物や地形は周囲にほとんど存在していなかった。また、コールらの右側にあった大きな農家の生垣の裏には塹壕が掘られ、ドイツ側の守備隊が配置されていた。パープルハート・レーンの先にはカランタンがあり、そこに到達するには4つの橋を渡り氾濫したドーブ川を超える必要があった。カランタンはオマハ・ビーチに上陸した第29歩兵師団の集結地点に指定されていた。
前進の最中、コールらは火砲、機関銃、迫撃砲などによる激しい銃砲火に晒された。これによって多数の死傷者を出しながらも、大隊の兵士らは屈んだり地面を這うなどして少しずつ前進を続けた。しかし、彼らが超えねばならない最後の橋、すなわち第4の橋はベルジャン・ゲートとして知られる障害物で塞がれており、せいぜい1度に1人ずつしか通過することができなかった。突破も試みられたものの失敗に終わり、生き残りの兵士らはドイツ軍の展開する農場に対し土手道を挟んだ反対側に留まって夜を迎えることとなった。

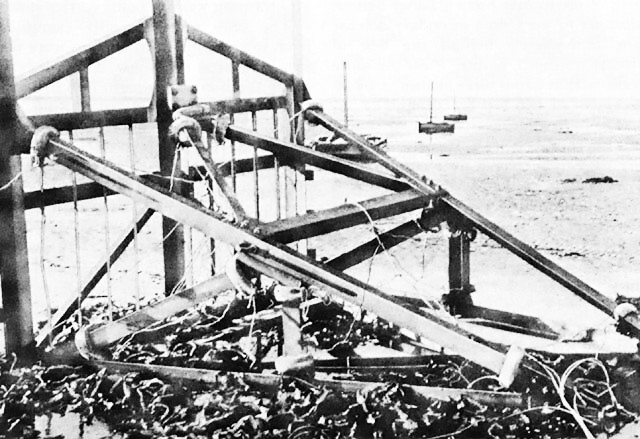
「ベルジャン・ゲート」

夜間、大隊は迫撃砲および2機の航空機による攻撃に晒された。この時の被害も大きく、I中隊は戦闘からの離脱を余儀なくされた。しかし、その後農場からの攻撃が緩むと、残りの将兵265人は障害物を乗り越えて静かに前進し、攻撃の準備を整えた。
ドイツ軍は依然として橋の通行を阻害しており、また砲撃支援を以ってしても彼らを無力化することはできなかった。そうした中、コールはドイツ軍塹壕の前に煙幕を張らせ、銃剣突撃を命じたのである。コールはまず、大隊の一部のみを率いて農場の生垣まで突撃した。生垣近くにいたドイツ軍部隊との白兵戦が始まると、残りの兵士も着剣しこれに続いた。やがて、ドイツ軍はさらなる死傷者を出すことを恐れて農場を放棄し撤退した。

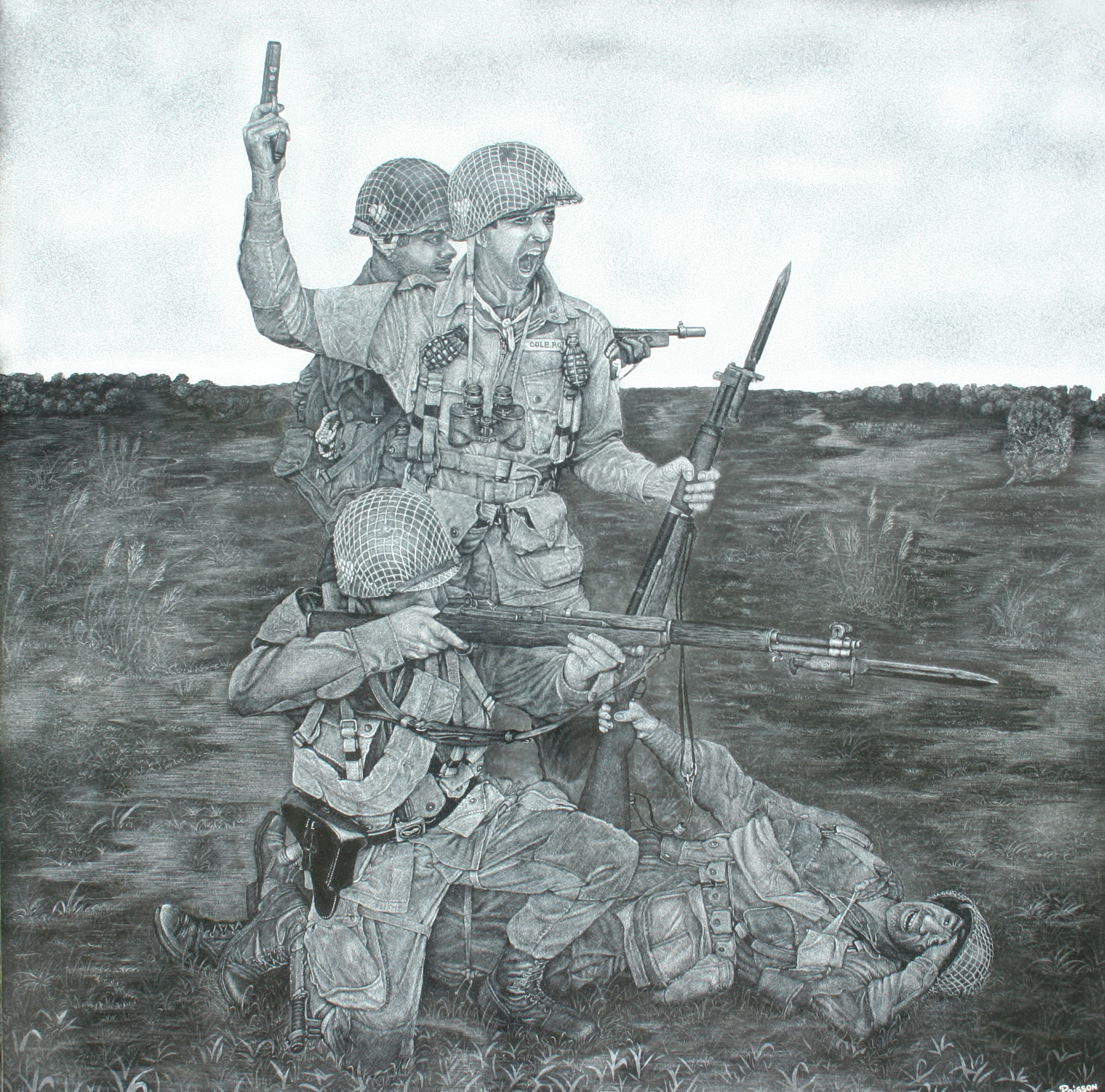
カランタンに設けられた記念碑が示す「コールの突撃」の様子。

この突撃は後に「コールの突撃」（Cole's Charge）と呼ばれることになる。その対価は決して軽いものではなく、突撃に参加した将兵265人のうち130人が死傷した。大隊の消耗を受け、コールは第1大隊に連絡し、第3大隊より前進して攻撃を再開するようにと要請した。しかし第1大隊も第4の橋を超える際に迫撃砲による集中砲火に晒され、第3大隊と同じ位置で足止めされてしまった。その後、カランタンの守備に付いていたドイツ第6降下猟兵連隊による反撃が始まった。19時00分頃、コール指揮下の砲兵観測員は通信妨害を破り、軍団付砲兵隊に集中一斉砲撃を要請し、ドイツ軍の攻撃を粉砕した。
6月12日2時00分、第506落下傘歩兵連隊が前進し、カランタンの南に位置する第30高地（Hill 30）を占領した。その後、夜明けを待って第506連隊第2大隊E中隊は第3大隊と共に北側からカランタンを攻撃した。第6降下猟兵連隊は既に弾薬が欠乏しており、わずかな後衛部隊を残して夜間のうちに撤退していた。7時30分、カランタンは陥落した。

### 戦死
彼は「コールの突撃」によって名誉勲章に推薦されていたが、生きて受章の日を迎えることはできなかった。
1944年9月18日、コールに率いられた第502連隊第3大隊はマーケット・ガーデン作戦の一環としてオランダのベストに展開していた。上空の航空機と無線機で通信していたコールは、パイロットから付近にオレンジ色の識別パネルを設置するように求められた。コールは自らこの作業を行うことに決め、航空機を確認する為に遮蔽物からわずかに頭を出し、目の上に手をかざした。次の瞬間、300ヤード離れた農家の中に潜んでいたドイツ軍狙撃兵がコールの頭を撃ち抜き、彼を即死させた。
戦死から2週間後、名誉勲章の授与が行われた。授与式典は彼が幼少期を過ごしたフォート・サム・ヒューストンで行われ、コールの未亡人、息子、母が出席した。
コールの遺体はオランダのマグラーテンにあるオランダ米国人墓地に埋葬された。

## 名誉勲章勲記
コールに授与された名誉勲章の勲記には、次のように記されている。

## その後
フォート・サム・ヒューストンにはコール中佐の名をとったロバート・G・コール・ハイスクールがある。また、ケンタッキー州のフォートキャンベルにある居住区の1つには、コール・パーク（Cole Park）と呼ばれるものがある。
ギアボックス・ソフトウェアが開発したビデオゲーム『ブラザー イン アームズ ロード トゥ ヒル サーティー』、『ブラザー イン アームズ 名誉の代償』、『ブラザー イン アームズ ヘルズハイウェイ』にはコール中佐が登場する。
2009年9月18日、ベストのコール中佐が戦死した場所からほど近くに彼の記念碑が設置された。式典にはコールの息子のほか、第101師団の隊員および元隊員らが出席した。

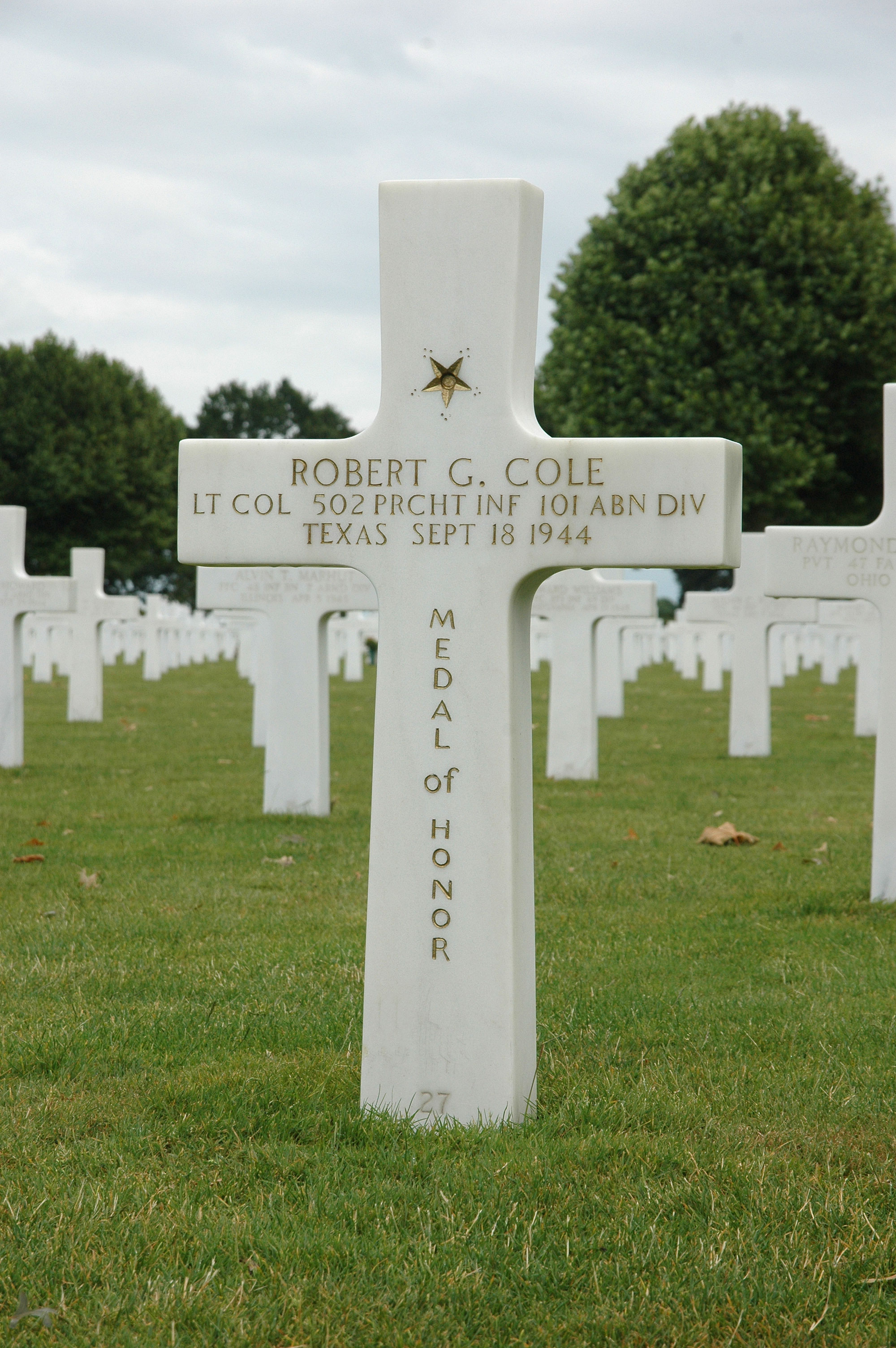
オランダ米国人墓地にあるコールの墓
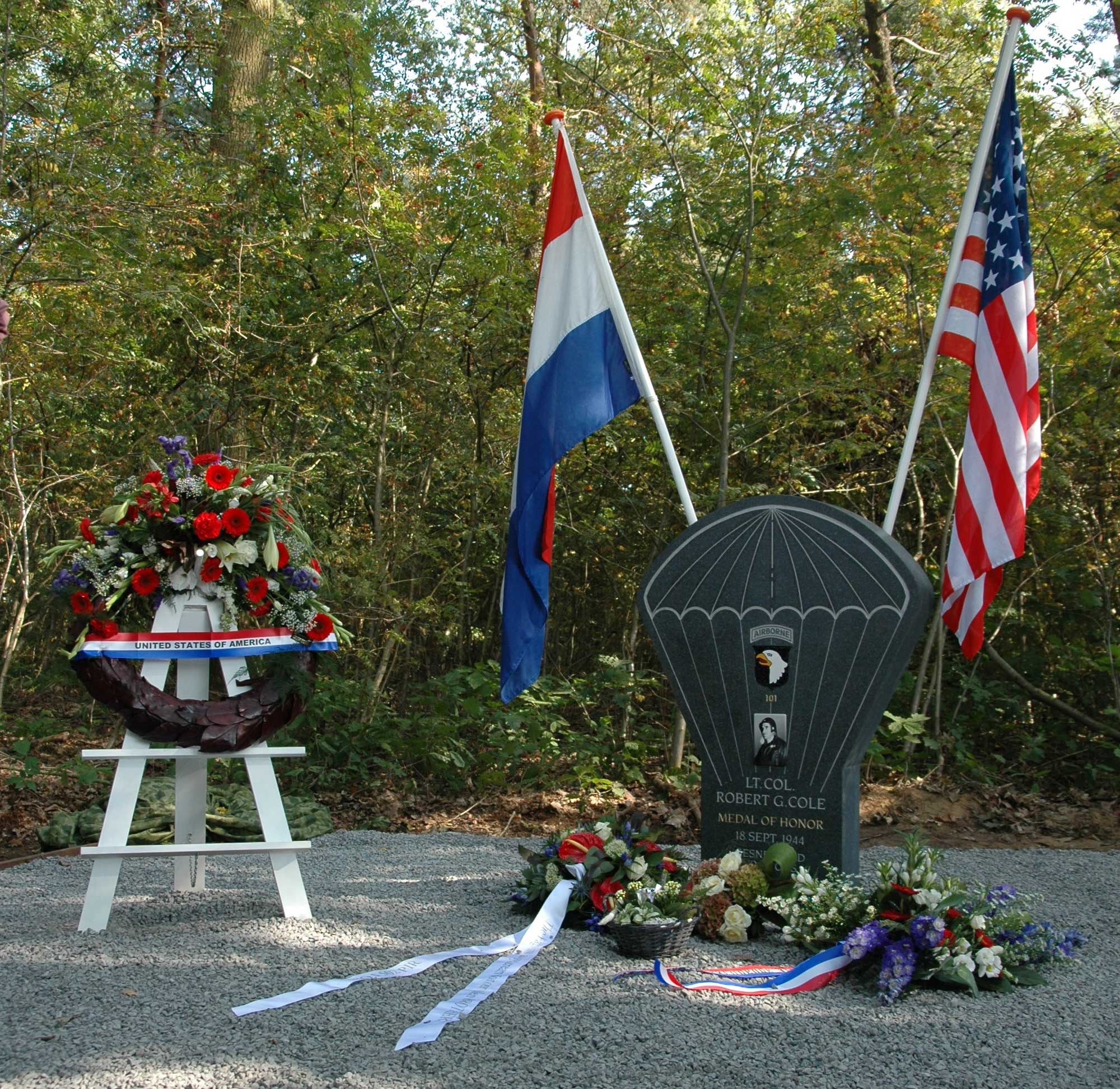
ベストに設置されたコールの記念碑